# Борис Чушкаров
Борис Чушкаров или Боро Чушкар (на македонска литературна норма: Борис Чушкаров или Боро Чушкар) е учител и югославски комунистически партизанин, офицер от югославските тайни служби.

## Биография
Роден е на 28 януари 1916 година в заетото от български части по време на Първата световна война Куманово. През 1940 година влиза в Югославската комунистическа партия. През същата година заедно с Душан Неделкович, Блажо Орландич и Антун Колендич са интернирани в лагера Билеча. В началото на 1941 година е сред въдворените в концентрационния лагер Меджуречие край Иваница, Сърбия В лагерите групата на Чушкаров и Страхил Гигов влиза в конфликт с други затворени като Виктор Ачимович, Методи Лепавцов и Киро Дебеломесо.
Според Виктор Ачимович през 1941 година, след установяването на българска администрация, Чушкаров е чиновник в скопската община, под закрилата на Спиро Китинчев, работи като учител и в рудника на Алатини в Радуша, а от октомври 1943 година е нелегален.
От 21 юни 1944 година Чушкаров е политически комисар на Трета македонска ударна бригада в анексираната от български части по време на Втората световна война Вардарска Македония. През 1944 година става политически комисар на Шестнадесети корпус на НОВЮ. Делегат е на Първото заседание на АСНОМ. Чушкаров е основател и пръв ръководител на Отделението за защита на народа в Социалистическа република Македония. Носител е на Партизански възпоменателен медал 1941.